# Relaciones Cabo Verde-Rusia
Las relaciones entre Cabo Verde y Rusia son relaciones diplomáticas bilaterales entre Cabo Verde y Rusia.

## Historia
La URSS estableció relaciones diplomáticas con Cabo Verde el 14 de julio de 1975, poco después de obtener la independencia de Portugal.

## Misiones diplomáticas residentes
- Cabo Verde tiene un consulado en Moscú.[2]
- Rusia tiene una embajada en Praia.